# Johann Pohl
Johann Pohl (ur. 26 sierpnia 1867 w Pietrowicach Wielkich, zm. 1914 w Rosji) – zapaśnik, i wrestler pochodzenia niemieckiego.

## Życiorys
Urodził się w Pietrowicach Wielkich pod Raciborzem jako Johann Pohl w rodzinie Vitusa Pohl (1833–1904) i Johanny Pollak (1840–1913), mieszkał przy ul. Karola Miarki

## Mistrzostwa i osiągnięcia

### Wrestling
- 1895 – Zdobywca złotego pasa w Hamburgu 05. sierpień 1895[3]
- 1899 – 2. miejsce – za Nikolą Petroffem z Bułgarii i przed Georg Hackenschmidt na Mistrzostwach Świata w Sankt Petersburgu[4]
- 1906 – 2 miejsce – turniej w Norymberdze za Jakob Koch i przed Omer de Bouillon BEL